# Апостольский нунций в Венгрии
Апостольский нунций в Венгрии — дипломатический представитель Святого Престола в Венгрии. Данный дипломатический пост занимает церковно-дипломатический представитель Ватикана в ранге посла. Как правило, в Венгрии апостольский нунций является дуайеном дипломатического корпуса, так как Венгрия — католическая страна. Апостольская нунциатура в Венгрии была учреждена на постоянной основе в 1920 году, после распада Австро-Венгрии, дипломатические отношения прерваны в 1946 году, восстановлены 2 февраля 1990 года.
В настоящее время Апостольским нунцием в Венгрии является архиепископ Майкл Уоллес Банак, назначенный Папой Франциском 3 мая 2022 года.

## История
Предшественницей Апостольской нунциатуры в Венгрии была Апостольская нунциатура в Австро-Венгрии учреждённая в 1586 году, при дворе императоров Священной Римской империи из династии Габсбургов, а потом и при дворе австрийских императоров, и императоров Австро-Венгрии.
Апостольская нунциатура в Венгрии, в качестве постоянной нунциатуры, была учреждена в 1920 года, папой римским Бенедиктом XV, после распада Австро-Венгрии.
С приходом коммунистического правительства в конце Второй мировой войны дипломатические отношения между Святым Престолом и Венгрией были прерваны.
Дипломатические отношения были восстановлены 2 февраля 1990 года после крушения коммунистического режима. Резиденцией апостольского нунция в Венгрии является Будапешт — столица Венгрии. С 13 июня 1994 года по 22 марта 2003 года Апостольский нунций в Венгрии, по совместительству, исполнял функции апостольского нунция в Молдавии.

## Апостольские нунции в Венгрии
- Лоренцо Скьоппа — (10 августа 1920 — 3 мая 1925 — назначен апостольским интернунцием в Нидерландах);
- Чезаре Орсениго — (2 июня 1925 — 18 марта 1930 — назначен апостольским нунцием в Германии и Пруссии);
- Анджело Ротта — (20 марта 1930 — 6 апреля 1945, в отставке);
  - Дипломатические отношения прерваны (1945 — 1990);
- Анджело Ачерби — (28 марта 1990 — 8 февраля 1997 — назначен апостольским нунцием в Нидерландах);
- Карл Йозеф Раубер — (25 апреля 1997 — 22 февраля 2003 — назначен апостольским нунцием в Бельгии и Люксембурге);
- Юлиуш Януш — (9 апреля 2003 — 10 февраля 2011 — назначен апостольским нунцием в Словении);
- Альберто Боттари де Кастелло — (6 июня 2011 — декабрь 2017, в отставке);
- Майкл Огаст Блум — (4 июля 2018 — 31 декабря 2021, в отставке);
- Майкл Уоллес Банак — (3 мая 2022 — по настоящее время).